# Dnevnik (Bulgarie)
Dnevnik (Дневник en bulgare) est un quotidien économique bulgare fondé en 2001.